# Nannochoristidae
Nannochoristidae (лат.) — семейство скорпионниц. Два современных рода в южном полушарии. Реликтовая группа. Наиболее примитивное и самое древнее современное семейство скорпионниц, известное из палеозойских отложений пермского периода (около 270 млн лет).

## Описание
Личинки наннохористид единственные полностью водные представители отряда, питаются личинками двукрылых. Некоторые исследователи считают, что Nannochoristidae это единственные голометаболические насекомые, чьи личинки имеют сложные глаза. Ротовые части взрослых наннохористид приспособлены для питания нектаром и другими жидкостями.

## Распространение
Южное полушарие, от Аргентины и Чили до Австралии и Новой Зеландии.

## Систематика
Примитивное реликтовое семейство. Современная фауна представлена 7 видами из 2 родов. Кроме того, известно около 10 ископаемых родов (†Dahurochorista — †Dahurolarva — †Itaphlebia — ?†Jichoristella — †Nannochoristella — †Neochoristella — †Protochoristella — †Robinjohnia).
- Microchorista Byers, 1974 — Новая Зеландия
- Nannochorista Tillyard, 1917 — Австралия, Аргентина, Чили